# مايكروسوفت ويندوز
مايكروسوفت ويندوز (بالإنجليزية: Microsoft Windows)‏ هو نظام تشغيل رسومي، من إنتاج شركة مايكروسوفت. بدأ نظام التشغيل واجهة رسومية لمايكروسوفت إم إس-دوس عام 1985، في خطوة للاستجابة للاهتمام المتزايد في واجهات المستخدم الرسومية. جاء مايكروسوفت ويندوز ليسيطر على سوق الحواسيب الشخصية والمكتبية في العالم حيث بلغت حصته ما يزيد عن 90% من السوق متفوقاً على نظام التشغيل ماك الذي صدر في 1984.
أحدث إصدار من ويندوز هو ويندوز 11، وأحدث نظام للهواتف هو ويندوز فون 11، وأحدث إصدار للخوادم هو ويندوز سيرفر 2022.

## تاريخ إصدارات مايكروسوفت ويندوز
تصف عبارة ويندوز كل أجيال منتجات أنظمة التشغيل التي أنتجتها مايكروسوفت، ما عدا النظام الأول لمايكروسوفت دوس بالطبع، هذه المنتجات مصنفة عامة في التالي:

### الإصدارات الأولية
يعود تاريخ نسخ ويندوز إلى سبتمبر 1981، عندما صمم تشيس بيشوب أول نموذج لِجهاز إلكتروني وبَدء مشروع «مدير الواجهة» وتم الإعلان عنه في نوفمبر 1983 بعد أبل ليزا ولكن قبل ماكنتوش تحت اسم «ويندوز»، ولكن ويندوز 1.0 لم يصدر حتى نوفمبر 1985. وكان ويندوز 1.0 يفتقد للتميز في الأداء الوظيفي، وقد حقق شعبية قليلة مقارنة بنظام تشغيل أبل، لم يكن ويندوز 1.0 نظام تشغيل مكتمل نسبيا إنما كان امتداد لمايكروسوفت دوس. قشرة ويندوز 1.0 كانت معروفة باسم أم إس دوس بالإنجليزي (ms DOS) التنفيذية، كان النظام مزودا ببرامج أخرى مثل: الحاسبة، التقويم، ملف بطاقة (بالإنجليزية: Cardfile)‏، عارض Clipboard، الساعة، لوحة التحكم، المفكرة، الرسام، طرفية (بالإنجليزية: Terminal)‏ والكاتب. ويندوز 1.0 لم يكن فيه خاصية تداخل النوافذ وبدلا عن ذلك كانت النوافذ متجاورة فقط، مربعات الحوار تستطيع الظهور فوق النوافذ الأخرى.

ويندوز Updated Family Tree

أُطلقت مايكروسوفت ويندوز الإصدار 2.0 في ديسمبر 1987، وفيه العديد من التحسينات لواجهة المستخدم وإدارة الذاكرة. وكانت شعبيته أكثر قليلا من سابقه النسخة ويندوز 1.0، غير ويندوز 2.03 نظام التشغيل من تجانب النوافذ وعدم قدرتها على الظهور فوق بعضها إلى القُدرة على الظهور فوق بعضها الأخر، وكنتيجة لذلك قامت أبل برفع دعوة قضائية على مايكروسوفت بحجة الاعتداء على حقوق الملكية. قدم أيضاً ويندوز 2.0 إختصارت لوحة المفاتيح أكثر تطوراً والقدرة على استخدام الذاكرة الموسعة.
أُطلق ويندوز 2.1 في إصدارين مختلفين: ويندوز/386 كان يعمل على وضع 8086 الافتراضي للمهام المتعددة لبرامج الدوس والذاكرة المقسمة إلى صفحات (بالإنجليزية: تصحيف (حاسوب))‏ لمحاكاة الذاكرة الموسعة باستخدام الذاكرة الموسعة المتاحة، ويندوز/286 (والذي بالرغم من إسمه سيعمل على 8086) لا يزال يُدار في الوضع الحقيقي، ولكن يمكن الاستفادة من منطقة الذاكرة العليا. بالإضافة إلى الحزم الكاملة لويندوز، كان هناك إصدارات زمن تشغيل (بالإنجليزية: وقت التشغيل (توضيح))‏ شحنت مع برامج ويندوز الأولية من قبل أطراف ثالثة وجعلت من الممكن تشغيل برامج ويندوز تحت مايكروسوفت دوس دون الحاجة إلى الحزمة الكاملة من ويندوز.
يعتقد الكثير ان الإصدارات الأولية من ويندوز كانت واجهة مستخدم رسومية بسيطة، لِأن معظمهم كانوا يستخدمون مايكروسوفت دوس واعتادوا عليه كنظام لخدمات الملفات. مع ذلك، حتى الإصدارات الأولية من ويندوز 16 - بت التي من المفترض أنها تقدم العديد من وظائف نظام التشغيل النموذجية: خصوصا امتلاكهم صيغة الملفات القابلة للإستخراج الخاصة بهم وتزويد برامج الأجهزة الخاصة بهم (مؤقت، جرافيك، طابعة، فارة، لوحة مفاتيح وصوت) للتطبيقات، وعلى عكس مايكروسوفت دوس ويندوز مَكّن المستخدمين من تشغيل برامج رسومية متعددة معاً من خلال تعدد مهام تعاوني. قدم ويندوز خصوصآ الجزء-القائم (بالإنجليزية: segment-based)‏، ونظام برمجيات الذاكرة الافتراضية الذي أتاح تشغيل التطبيقات أكثر من الذاكرة المتاحة، حيث تُبدّل أجزاء الكود والموارد وتُخرج بعيداً عندما تزدحم الذاكرة، وتُنقل أجزاء البيانات للذاكرة عندما تُفقد السيطرة على التطبيق.

### ويندوز 3.0 و 3.1
أُطلق ويندوز 3.0 في 1990، وقد تطور التصميم كثيرا بسبب الذاكرة الافتراضية والأجهزة الافتراضية القابلة للتحميل (بالإنجليزية: VxDs)‏، وقد مكنهم ذلك من مشاركة الأجهزة السيادية بين المهام المتعددة لدوس ويندوز.[بحاجة لمصدر] أيضا، تطبيقات الويندوز يمكن ان تعمل الآن في وضع محمي عندما يكون الويندوز يعمل في الإصدار الأساسي أو 386 الوضع المحسن، وذلك أعطاهم القدرة على الوصول للعديد من الميجابايت من الذاكرة وإزالة إجبارية المشاركة في مخطط الذاكرة الافتراضية. ولكنهم مازلوا يعملون في نفس المساحة، حيث أن الذاكرة المُجزئة تُقدِّم درجة من الحماية، وتعدد المهام التعاوني قدم ويندوز 3.0 أيضاً العديد من التحسينات في واجهة المستخدم. قامت مايكروسوفت بإعادة كتابة المهام الحرجة من لغة سي إلى الأسِّمبلي. وكان ويندوز 3.0 أول إصدار من مايكروسوفت ويندوز يحقق ارباح ناجحة، حيث باع مليوني نسخة في أول ستةَ أشهر.
قامت مايكروسوفت أيضا بتحسين الشكل في ويندوز 3.1، وأصبح متاحاً في 1 مارس 1992. وفي أغسطس 1993، أُطلق إصدار خاص مع التوافق مع شباكات الند للند (بالإنجليزية: peer-to-peer networking)‏ أُطلق هذا الإصدار تحت رقم 3.11. وتم بيعه بالتوازي مع الإصدار الأساسي من ويندوز لمجموعات العمل. انتهى دعم ويندوز 3.1 في 31 ديسمبر 2001.

### ويندوز 95
أُطلق ويندوز 95 في 24 أغسطس 1995، مع واجهة مستخدم كائنية التوجه، ودعم لأسماء الملفات الطويلة حتى 255 حرف، والقدرة على التعرف وتهيئة أجهزة العتاد المثبتة تلقائياً (بالإنجليزية: plug and play)‏ ومع تعدد مهام جديد. صُممَ ويندوز 95 ليكون بديلاً لكن ليس فقط لويندوز 3.1 ولكن أيضاً لويندوز لمجموعات العمل ومايكروسوفت دوس. وكان يستطيع تشغيل تطبيقات 32 - بت، وفيه مميزات وتحسينات عديدة وذلك هو الذي دعّمَ إستقراره عن الإصدار 3.1. كانت التغيرات التي في ويندوز 95 تغيرات ثورية، بدلا من التطور كتلك الموجودة في ويندوز 98 وويندوز ام أي.
كان هناك العديد من خدمات OEM لويندوز 95، كلاً منها كان تقريبا مساوٍ لحزمة خدمية. إنتهى خط الدعم الرئيسي لويندوز 95 في 31 ديسمبر 2000 وانتهى الدعم الممتد في 31 ديسمبر 2001.
النظام التالي في الخط هو مايكروسوفت ويندوز 98 الذي أُطلق في 25 يونيو 1998. تبع هذا الإصدار إصدار اخر سُمي ويندوز 98 الإصدار الثاني في مايو 1999. انتهى الخط الرئيسي لدعم ويندوز 98 في 30 يونيو 2002 والدعم الممتد في 11 يوليو 2006.
كان إصدار المستهلكين الذي بعد ويندوز 98 هو ويندوز إم إي ME الذي أُطلق في سبتمبر 2000، وكانت نواة ويندوز إم إي هي نواة ويندوز 95 ولكنه تبنى بعض الجوانب من ويندوز 2000 وحُذف أيضا خيار الإقلاع في وضع دوس. قدم ويندوز إم إي عدداً من التقنيات الجديدة لمايكروسوفت وخصوصاً تقنية التعرف التلقائي على العتاد. وأضاف أيضاً مِيزة جديدة تُدعى استعادة النظام، والتي تسمح للمستخدم باستعادة إعدادات الحاسوب لتاريخ سابق.
ولكن ويندوز إم إي تعارض أيضا مع ويندوز 2000 (بسبب اسمه) وأيضاً تعرض ويندوز إم إي لنقد شديد بسبب البطئ وتجمد النظام ومشاكل خاصة بالعتاد وقِيل عنه أيضاً أنه واحد من أسوأ أنظمة التشغيل التي أطلقتها مايكروسوفت.

### عائلة ويندوز إن تي
أطلقت مايكروسوفت ويندوز إن تي في يوليو 1993، معتمدا على نواة جديدة. وكانت عائلة ويندوز إن تي من أنظمة التشغيل عصرية وتم التسويق لها على أعلى مستويات الأعمال، حتى تصبح أنظمة تشغيل احترافية. كان أول إصدار هو ويندوز إن تي 3.1 في 1993، وتم ترقيمه 3.1 ليطابق إصدار ويندوز للمستهلكين، وبعدها تبعه ويندوز إن تي 3.5 في 1994 وويندوز 3.51 في 1995 وويندوز إن تي 4.0 في 1996 ومن ثم ويندوز 2000 في سنة 2000. كان ويندوز إن تي أول إصدار من ويندوز يستفيد من تعدد المهام الوقائي. [بحاجة إلى مصدر] وكان ويندوز إن تي 4.0 أول نظام في هذا الخط يقدم واجهة مستخدم ويندوز 95 وأول نظام يدعم بيئة ويندوز 95 لتطبيقات 32 - بت.
أُطلقت مايكروسوفت ويندوز 2000 كجزء من خط إن تي NT في فبراير 2000. تسرب في 2004 جزء من الشفرة المصدرية (كود) لويندوز 2000 إلى الإنترنت. وكان ويندوز 2000 آخر نظام معتمد على إن تي NT يصدر بدون أن يتضمن على برنامج تفعيل منتج مايكروسوفت (بالإنجليزية: Microsoft Product Activation)‏.
بعد ويندوز 2000، قٌسِّمت عائلة ويندوز إن تي إلى خطين: الأول: خط العملاء ويتضمن ويندوز إكس بي وخلفائه، وكان الخط مكوناً من أنظمة تشغيلة مُنتجة ليتم تثبيتها على أجهزة الحاسوب العادية مثل مكاتب العمل والمنازل والحاسوبات المحمولة والأجهزة الكفية وأجهزة الوسائط. وكان في الخط الثاني: ويندوز سيرفر ويتضمن الخط ويندوز سيرفر 2003 وخلفائه متضمناً أنظمة تشغيل أُنتِجت للخوادم. ولاحقاً تم إضافة خط ثالث جديد للأنظمة المُدمجة وأُضيف مع بداية ويندوز إمبدد.

#### ويندوز إكس بي

شعار ويندوز إكس بي

تحركت مايكروسوفت لدمج أنظمة التشغيل خاصتها مع ويندوز إكس بي الذي أُطلق في 25 أكتوبر 2001. بُني ويندوز إكس بي على نواة ويندوز إن تي. ولكن مُعاد تجهيزه ليكون كنظام تشغيل للمنازل. هذا الإصدار مُدح كثيرا في مجلات الحاسوب.
تم بيع ويندوز إكس بي في إصدارين: إصدار المنازل والإصدار الاحترافي (بالإنجليزية: professional)‏ كانت نسخة المنازل تفتقد إلى العديد من المميزات المتفوقة من الأمن والشبكات على خلاف الإصدار الاحترافي. بالإضافة إلى أن أول إصدار من ميديا سنتر أُطلق في 2002 ، مع دعم الدي في دي والتلفاز متضمناً أيضاً تسجيل البرامج والتحكم عن بعد. تم إصدار نسخة للأجهزة اللوحية. إنتهى خط دعم ويندوز اكس بي الرئيسي في 14 أبريل 2009. والدعم الممتد انتهى في 8 أبريل 2014.
بعد ويندوز 2000، اختلفت مواعيد إصدار نسخ الخوادم، وأُطلق في أبريل 2003 ويندوز سيرفر 2003 كبديل لخط إصدارات ويندوز 2000 للخوادم مع عدد من المميزات والتركيز على الأمان، وعقب هذه النسخ أُطلق في 2005 ويندوز سيرفر 2003 ار 2.

#### ويندوز فيستا، 7
بعد عملية تطوير مطولة، أُطلق ويندوز فيستا في 30 نوفمبر 2006 للترخيص بالجملة وفي 30 يناير 2007 للمستهلكين. وكان يحتوي على عدد من المميزات الجديدة من إعادة تصميم القشرة وواجهة المستخدم لأجل تغيرات تقنية كبيرة، وخصوصا التركيز على المميزات الأمنية. وكان متوفراً في إصدارات عديدة، وتعرض هذا الإصدار لبعض النقد. كان نظير ويندوز فيستا للخوادم هو ويندوز سيرفر 2008 والذي أُطلق في بداية 2008.
أُطلق في 22 يوليو 2009 ويندوز 7 وويندوز سيرفر 2008 ار 2 إلى الشركات المصنعة بينما أُطلقا للعامة بعد ثلاثة أشهر في 22 أكتوبر 2009. على عكس خلفائه قدم ويندوز فيستا عدد كبير من المميزات لكن ويندوز 7 كان أكثر تركيزاً على ترقية الأنظمة إلى الخط الجديد، مع هدف التوافق مع التطبيقات والعتاد التي كانت متوافقة مع ويندوز فيستا.

شعار ويندوز فيستا

دَعمَ ويندوز 7 خاصية اللمس المتعدد مع قشرة ويندوز مُعاد تصميمها مع شريط مهام جديد ونظام شبكات منزلي يُدعى مجموعة المشاركة المنزلية وتحسينات في الأداء.

##### محررات طرق الإدخال وحزم اللغات
و وفرت أيضاً مايكروسوفت حِزم لغات لمستخدمي ويندوز إكس بي وما بعده، هذه الحزم غيرت واجهة استخدام الويندوز (كمثال: القوائم ومربعات الحوار) إلى لغات أُخرى. كل حزمة لغة لها مطلباتها الخاصة، من حيث الإصدار ولغة الويندوز الذي ستعمل عليه. كمثال: حزمة اللغة العربية لويندوز 7 تعمل فقط على إصدار الأعمال والإصدار الغير محدود (التيميت) بينما حزمة اللغة الكاتالونية ليس لها شروط على الإصدار لكن تعمل فقط على نسخة باللغة الفرنسية أو الإسبانية.
حتى ويندوز 7 وويندوز سيرفر 2008 ار2، كانت مايكروسوفت تُطلق مع كل نسخة من مايكروسوفت اوفيس محرر طرق ادخال للويندوز الذي يساعد المستخدمين الصينين واليابنين والكوريين ليستطيعوا الكتابة بلغتهم. جميع حِزم محررات الإدخال تُسّهِل إدخال النصوص في هذه اللغات والخطوط الضرورية المرفقة معه. ولكن ويندوز سيرفر 2012 وما بعده ويندوز 8 كسروا هذه القاعدة وجَاؤُوا مع حزم محرارات مُدمجة. كنتيجة لذلك أُطلق مايكروسوفت أوفيس بدون نسخ محرارت طرق الإدخال. ولمساعدة مستخدمين ويندوز 7 أو ماقبله لاستخدام مايكروسوفت أوفيس 2013، أطلقت مايكروسوف 2010 كتحميل مستقل. بالرغم من انه يمكن لأي شخص تحميل هذه الحزمة إلا أن اتفاقية الترخيص خاصتها تسمح فقط لمن لديهم نسخة من اوفيس 2013 لاستخدامها فقط.

شعار ويندوز 8

#### ويندوز 8
أُطلق ويندوز 8 خليف ويندوز 7 في الأسواق في تاريخ 26 أكتوبر 2012. صُمم ويندوز 8 ليستخدم في الحواسيب العادية واللوحية معا. أُطلق الجهاز اللوحي مايكروسوفت سيرفيس بجانب ويندوز 8 كمنافس للايباد ولوحيات الاندرويد. ويتوفر الجهاز اللوحي مايكروسوفت سيرفيس في إصدارين: سيرفيس مع ويندوز ار تي وسيرفيس مع ويندوز 8 برو مستهدفا المصممين والمستخدمين الاخرين على أساس أعمالهم. لكن مايكروسوفت سيرفيس ار تي يعمل بإصدار محدود من ويندوز، ولن تعمل عليه العديد من تطبيقات ويندوز التقليدية، ويمكن للمستخدمين تحميل التطبيقات الجديدة من متجر تطبيقات الويندوز. مع ذلك، أُطلق سيرفيس برو في 9 فبراير 2013 وفيه سطح مكتب كامل وقادر على تشغيل تطبيقات الويندوز العادية. أُطلق ويندوز 8 للشركات المصنعة في 1 أغسطس 2012، وهو متوفر في إصدارين ويندوز 8 وويندوز 8 برو.
لأول مرة منذ ويندوز 95 أزالت مايكرسوفت زر إبدأ من شريط المهام. وتم إستبداله بشاشة بدء جديدة يمكن فتحها بالضغط على اسفل يسار الشاشة أو بسحب الفارة إلى يمين الشاشة واختيار إبدأ من الخيارات أو بضغط زر إبدأ من لوحة المفاتيح. مع ذلك يوجد العديد من البرامج الخارجية التي يُمكن استخدامها لإعادة قائمة إبدأ القديمة. وأفادت الأنباء في فبراير 2013، أن تحديثاً لنظام التشغيل ويندوز 8، يُطلق عليه اسم ويندوز الأزرق، قد أكمل المرحلة الأولى المهمة، مشيراً إلى تطوير ما يقرب من نصفه.

#### ويندوز 8.1

شعار ويندوز 8.1

ويندوز 8.1 وهو ترقية مجانية لنظام التشغيل ويندوز 8، نشرت يوم 17 أكتوبر 2013 كإصدار ترقية لويندوز 8، وفي 18 أكتوبر 2013 كترقية لنظام التشغيل ويندوز إكس بي، ويندوز فيستا، ويندوز 7، بما في ذلك تحديث إنترنت إكسبلورر إلى الإصدار 11. هذا التحديث سوف يعيد زر ابدأ على سطح المكتب، مع بعض التنقيحات على واجهة المستخدم.
منذ 26 يونيو 2013، تتوفر نسخة معاينة من ويندوز 8.1 على متجر ويندوز.
الإصدار RTM متاح منذ 9 سبتمبر 2013 على شبكات MSDN و TechNet.
التحديث من نظام التشغيل ويندوز 8 سيكون مجانا، بينما يجب عليك أن دفع حقوق التحديث إذا كنت تمتلك إصدارا أقدم (ويندوز 7، ويندوز فيستا أو ويندوز إكس بي).
لا توصي مايكروسوفت بالترقية من نظامي التشغيل ويندوز إكس بي وفيستا وبدلا من ذلك توصي بإعادة تثبيت كاملة بعد إعادة تهيئة القرص الصلب.
من الممكن اقتناؤه على شكل علبة من المتجر أو تحميل ملفات التثبيت.
نلاحظ خاصية جديدة وهي أنه حتى في حالة التحديث، فإن الإصدارات الكاملة سيتم تثبيتها على جهاز الحاسوب بويندوز 8.1 مباشرة دون حاجتك لامتلاك إصدار سابق من ويندوز.

#### ويندوز 10

شعار ويندوز (2015–2021)

أطلق الإصدار الرسمي في 29 يوليو 2015
ويتميز الإصدار العاشر من الويندوز بوجود خصائص جديدة كالمتصفح الجديد مايكروسوفت إيدج واقلاعه من المنصات الثلاثة معا (الحاسب المكتبي والحاسب اللوحي والهاتف الذكي)
وتم أيضا إضافة المساعد الشخصي الرقمي كورتانا.

### ويندوز 11
في 24 يونيو 2021، تم الإعلان عن نظام التشغيل ويندوز 11 كخليفة لنظام التشغيل ويندوز 10 أثناء البث المباشر. تم تصميم نظام التشغيل الجديد ليكون أكثر سهولة في الاستخدام وقابلية للفهم. تم إصداره في 5 أكتوبر 2021. اعتبارًا من مايو 2022 هو ترقية مجانية لمستخدمي ويندوز 10 الذين يستوفون متطلبات النظام.

#### ويندوز 365
في يوليو 2021، أعلنت مايكروسوفت أنها ستبدأ في بيع الاشتراكات إلى أجهزة سطح المكتب الافتراضية التي تعمل بنظام ويندوز كجزء من خدمة ويندوز 365 الجديدة في الشهر التالي. ستسمح الخدمة الجديدة بالاستخدام عبر الأنظمة الأساسية ، بهدف جعل نظام التشغيل متاحًا لمستخدمي أبل وأندرويد. إنها خدمة منفصلة وتقدم العديد من الإصدارات بما في ذلك ويندوز 365 وويندوز 365 Boot وتطبيق ويندوز 365. يمكن الوصول إلى خدمة الاشتراك من خلال أي نظام تشغيل مزود بمتصفح ويب . الخدمة الجديدة هي محاولة للاستفادة من الاتجاه المتزايد، الذي تم تعزيزه خلال جائحة كوفيد-19 ، للشركات لتبني بيئة عمل هجينة عن بعد ، حيث "يقسم الموظفون وقتهم بين المكتب والمنزل". وبما أنه سيتم الوصول إلى الخدمة من خلال متصفحات الويب، فستتمكن مايكروسوفت من تجاوز الحاجة إلى نشر الخدمة من خلال جوجل بلاي أو آب ستور .

#### منصة اكس بوكس
| نظام تشغيل إكس بوكس الأصلي (صدر في 2001) كان قائم على ويندوز 2000                    |
| نظام تشغيل اكس بوكس 360 (صدر في 2005) كان مبنيا من الصفر على حسب قول مايكروسوفت      |
| نظام تشغيل إكس بوكس ون (صدر في 2013) قائم على ويندوز 8 و 8.1 وسيحدث إلى 10 بعد الصيف |
| نظام تشغيل اكس بوكس وان يتكون من 3 أنظمة تشغيل تعمل في نفس الوقت عن طريق هايبر-في    |

| 1-النظام المركزي                                                  |
| 2-نظام مخصص الألعاب                                               |
| 3-نظام بواجهة شبيهة بواجهة شاشة البدء في ويندوز 8 و 8.1 للتطبيقات |

#### دعم المنصات
ويندوز إن تي يدعم العديد من المنصات المختلفة قبل منصة x86 والآن أصبحت أجهزة الحاسوب الشخصية مهيمنة في العالم المهني. لكن إصدارات ويندوز ان تي من 3.1 إلى 4.0 دعمت باور بي سي وDEC Alpha وMIPS R4000 وبعضها كانت معالجات 64-بت، بالرغم من أن نظام التشغيل تعامل معها على انها معالجات 32-بت. ومع ذلك أسقطت مايكرسوفت دعم المنصات السابقة في ويندوز 2000، الذي دعم فقط الجيل الثالث من منصة x86 المعروفة بـ أي إيه-32 (بالإنجليزية: IA-32)‏ أو ماهو أحدث في وضع 32-بت. ومازلت مدعومة في عائلة ويندوز إن تي، بالرغم من أن ويندوز سيرفر أوقف دعمها في إصدار ويندوز سيرفر 2008 ار2.
مع إطلاق معمارية انتل ايتانيوم (بالإنجليزية: IA-64)‏ أطلقت مايكروسوفت إصدار من ويندوز يدعم هذه المعمارية. وكان إصدار ايتانيوم من ويندوز اكس بي وويندوز سيرفر 2003 أُطلقوا في نفس الوقت الذي كانت فيه منصة x86 سائدة. وأسقطت مايكروسوفت دعم إصدار ايتانيوم من ويندوز اكس بي في 2005 وأوقفت دعمه في كل أنظمة التشغيل اللاحقة ولكن استمر دعمها في ويندوز سيرفر حتى ويندوز سيرفر 2012. وكان ويندوز سيرفر 2008 ار2 أخر نظام تشغيل ويندوز يدعم معمارية ايتانيوم.
أطلقت مايكرسوفت ويندوز اكس بي بروفيشونال x64 وويندوز سيرفر 2003 x64 في 25 أبريل 2005 وكانت تدعم x86-64، والجيل الثامن من معمارية x86. وكان ويندوز فيستا أول نظام تشغيل عملاء من عائلة ويندوز إن تي يُطلق في أن واحد في إصدارين IA-32 و x64. وما زالت x64 مدعومة.
وبعد 12 سنة أضافت مايكروسوفت مرة أُخرى دعم منصات غير x86 لعائلة ويندوز إن تي، تحديداً إصدار من ويندوز 8 يعرف باسم ويندوز ار تي مصمم خصيصا لدعم معمارية إيه ار ام.

### ويندوز سي إي
ويندوز سي إي (معروف رسميا بويندوز إمبدد كومباكت) وهو إصدار من ويندوز ليعمل على أجهزة الحاسوب المضمنة، مثل نُظم الملاحة الفضائية وبعض أجهزة الجوال. وهذه النسخة معتمدة على نواة خاصة بها تمسى نواة ويندوز سي إي. وتُرخص مايكروسوفت ويندوز سي إي للشركات المصنعة الأصلية وصانعي الأجهزة. ويمكن لمصنعي الأجهزة الاصلية وصانعوا الأجهزة إنشاء وتعديل الواجهات الخاصة بهم وتجاربهم، بينما يوفر ويندوز سي إي أساساً تقنية لفعل ذلك.
استخدم ويندوز سي إي في جهاز دريم كاست مع نظام سيجا المملوك لهم. وكان ويندوز سي إي هو الأساس الذي جاء منه ويندوز موبايل. وخليفته ويندوز فون 7 الذي كان معتمداً على على مكونات من ويندوز سي إي 6.0 ار3 وويندوز سي إي 7.0. يعتمد ويندوز فون 8 على نفس نواة NT مثل ويندوز 8.
ويندوز إمبدد كومباكت لم يتعارض مع ويندوز اكس بي إمبدد أو ويندوز إن تي 4.0 امبدد.

## الخط الزمني لإصدارات ويندوز
| تاريخ الإصدار                                 | اسم المنتج                            | النسخة                 | ملاحظة |
| --------------------------------------------- | ------------------------------------- | ---------------------- | --- |
| أغسطس 1981                                    | MS-DOS نظام نصي بدائي                 | 1                      | الدعم منتهي في ديسمبر 2001 |
| نوفمبر 1985                                   | ويندوز 1.01                           | 1.01                   | الدعم منتهي |
| نوفمبر 1987                                   | ويندوز 2.03                           | 2.03                   | الدعم منتهي |
| مارس 1989                                     | ويندوز 2.11                           | 2.11                   | الدعم منتهي |
| مايو 1990                                     | ويندوز 3.0                            | 3.0                    | الدعم منتهي |
| مارس 1992                                     | ويندوز 3.1                            | 3.1                    | الدعم منتهي |
| أكتوبر 1992                                   | ويندوز لمجموعات العمل 3.1             | 3.1                    | الدعم منتهي |
| يوليو 1993                                    | ويندوز إن تي 3.1                      | 3.1                    | الدعم منتهي |
| ديسمبر 1993                                   | ويندوز لمجموعات العمل 3.11            | 3.11                   | الدعم منتهي |
| يناير 1994                                    | ويندوز 3.2 (أصدر فقط للصينية المبسطة) | 3.2                    | الدعم منتهي |
| سبتمبر 1994                                   | ويندوز إن تي 3.5                      | 3.5                    | الدعم منتهي |
| مايو 1995                                     | ويندوز إن تي 3.51                     | 3.51                   | الدعم منتهي |
| أغسطس 1995                                    | ويندوز 95                             | 4.0.950                | الدعم منتهي |
| يوليو 1996                                    | ويندوز إن تي 4.0                      | 4.0                    | الدعم منتهي |
| يونيو 1998                                    | ويندوز 98                             | 4.10.1998              | الدعم منتهي |
| مايو 1999                                     | ويندوز 98 الإصدار الثاني              | 4.10.2222              | الدعم منتهي |
| ديسمبر 1999(ملغى)                             | ويندوز نبتون                          | 5.00.5111              | لم يصدر |
| فبراير 2000                                   | ويندوز 2000                           | 5.0.3700.6690          | الدعم منتهي |
| أبريل 2000                                    | ويندوز موبايل                         | 6.5.3.6.5.5            | الدعم منتهي |
| سبتمبر 2000                                   | ويندوز ميلينيوم                       | 4.90.3000              | الدعم منتهي |
| أكتوبر 2001                                   | ويندوز إكس بي                         | 5.1.2600               | الدعم منتهي |
| مارس 2003                                     | ويندوز إكس بي نسخة 64 بت              | 5.2.3790               | الدعم منتهي |
| أبريل 2003                                    | ويندوز المخدم 2003                    | 5.2.3790               | غير معلوم |
| أبريل 2004                                    | ويندوز لونغهورن                       | 5.2.3790               | لم يصدر |
| أبريل 2005                                    | ويندوز إكس بي (نسخة احترافية) X64     | 5.2.3790               | الدعم منتهي |
| مايو 2005                                     | ويندوز 5                              | 5.2.3790               | الدعم منتهي |
| يوليو 2006                                    | ويندوز الأساسيات للحواسب القديمة      | 5.1.2600               | الدعم منتهي |
| أغسطس 2006                                    | ويندوز 6                              | 5.2.3550               | الدعم منتهي |
| نوفمبر2006 (رخصة مقدرة)/يناير 2007 (بالتجزئة) | ويندوز فيستا                          | 6.0.6000               | الدعم منتهي |
| يوليو 2007                                    | ويندوز المخدم المنزلي                 | 5.2.4500               | الدعم منتهي |
| مارس 2008                                     | ويندوز المخدم 2008                    | 6.0.6002               | الدعم منتهي |
| يوليو 2009                                    | ويندوز 7                              | 6.1.7600               | تم إنهاء دعم ويندوز 7 في 2020 لنسخ Ultimate - home و جميع النسخ القديمة و البدائية و تم إنهاء دعم ويندوز 7 في النسخ Profesional - Entreprise في عام 2023 |
| 22 أكتوبر 2009                                | ويندوز الخادم 2008 R2                 | 6.1.7601               | الدعم منتهي |
| 6 أبريل 2011                                  | ويندوز المخدم المنزلي 2011            | 6.1.8400               | الدعم منتهي |
| 4 سبتمبر 2012                                 | ويندوز الخادم 2012                    | 6.2.9200               | الدعم منتهي |
| أغسطس 2012                                    | ويندوز 8                              | 6.2.9200               | الدعم منتهي |
| أغسطس 2013                                    | ويندوز 8.1                            | 6.3.9600               | الدعم منتهي |
| 18 أكتوبر 2013                                | ويندوز الخادم 2012 R2                 | 6.3.9600               | مدعوم حتى 10 أكتوبر 2023 |
| 29 يوليو 2015                                 | ويندوز 10                             | 10.0.19044.1387        | مدعوم حتى 14 أكتوبر 2025 |
| 12 أكتوبر 2016                                | ويندوز الخادم 2016                    | 10.0.14393             | مدعوم حتى 11 يناير 2027 |
| 2 أكتوبر 2018                                 | ويندوز الخادم 2018                    | 10.0.17686             | مدعوم حتى 10 أكتوبر 2028 |
| 5 أكتوبر 2022                                 | ويندوز 11                             | 10.0.22000.348         | مدعوم حتى 12 أكتوبر 2032 |
| يونيو 2024                                    | ويندوز 12                             | غير محدد من طرف الشركة | قيد التطوير beta edition |

## حصة الاستخدام
| المصدر        | Net Market Share | Global Stats | W3Counter   |
| تاريخ         | ديسمبر 2017      | مايو 2022    | ديسمبر 2017 |
| جميع النسخ    | 82.78%           | 99.7%        | 38.03%      |
| ويندوز 11     | -                | 10.08%       | -           |
| ويندوز 10     | 32.93%           | 15.45        | 17.08%      |
| ويندوز 8.1    | 5.71%            | 3.06%        | 3.39%       |
| ويندوز 8      | 1.19%            | 1.36%        | —           |
| ويندوز 7      | 43.08%           | 16.43%       | 17.56%      |
| ويندوز فيستا  | 1.2%             | 0.88%        | -           |
| ويندوز إكس بي | 15.93%           | 7.45%        | -           |

## الأمان
نسخ المستخدمين من ويندوز كانت مصممة في الأساس لتكون سهلة الاستخدام على جهاز حاسوب شخص واحد بدون اتصال بالشبكة، ولا تحوي مميزات أمان مدمجة فيها مُنذ البداية. ومع ذلك، صُمم ويندوز إن تي وخلفائه للأمان (بما في ذلك على الشبكة) وتعدد مستخدمين، ولكن لم يكن مُصمم مبدئيا ومأخوذ في الاعتبار أمان الإنترنت بقدر كبير حيث عندما كانت أول مرة يُطَور فيها في سنين 1990، لم يكن الإنترنت شائعا.
وهذه التصاميم قُدِّمت مع أخطاء برمجية وبما أن ويندوز له شعبية إذاً فهو مستهدف كثيرا من ديدان الحاسوب وكُتّاب الفيروسات. في يونيو 2005، أبلغ بروس شيسنر انه يوجد أكثر من 1000 فيروس جديد ودودة خلال الستة أشهر الماضية. في 2005، وجدت كاسبر سكاي لاب حوالي 11000 برنامج خبيث وفيروسات واحصنة طروادة وثغرات مكتوبة للويندوز كاسبرسكي لاب.
لكن مايكروسوفت تطلق ترقيعات أمنية من خلال خدمة تحديث الويندوز تقريباً كل شهر (في الغالب ثاني ثلاثاء من الشهر)، ومع ذلك التحديثات الحرجة تُتاح في فترات زمنية أقصر إذا اقتضى الأمر. وفي إصدارات ويندوز التي بعد ويندوز 2000 الحزمة الخدمية الثالثة (بالإنجليزية: SP3)‏ وويندوز إكس بي يمكن تحميل التحديثات وتثبيتها تلقائياً إن اختار المستخدم هذا الخيار. وكنتيجة لذلك الحزمة الخدمية الثانية من ويندوز إكس بي والحزمة الخدمية الأولى من ويندوز سيرفر 2003، يتم تنزيلها بسرعة أكبر من النسخ السابقة.
وخلال سلسلة ويندوز 9x توفر خيار أكثر من مستخدم ولكن لم يكن فيهم مفهوم امتيازات الوصول، ولم يكن يسمح بالوصول المتزامن، ولم يكن بالمفهوم الصحيح لنظام متعدد المستخدمين وبالإضافة إلى ذلك كانت هناك حماية جزئية للذاكرة. وقد حصلوا على انتقادات كثيرة لافتقادهم للامان.
وكانت سلسلة ويندوز غن تي على خلاف ذلك تماماً، حيث كانت أنظمة متعددة المستخدمين حقا، وفيها حماية مطلقة للذاكرة. ومع ذلك في الحقيقة العديد من المزايا من كونه متعدد المستخدمين أُلغيت، فقبل ويندوز فيستا، كان أول حساب مستخدم يُنشا خلال عملية التثبيت يكون هو حساب المسؤول، وهو كذلك الافتراضي للحسابات الجديدة. وعلى الرغم من أن ويندوز اكس بي لم يكن له حد في عدد المستخدمين، فإن غالبية المستخدمين المنزليين لايغيرون نوع المستخدم مع القليل من الصلاحيات، وذلك جزئيا بسبب عدد من البرامج التي تطتلب صلاحيات المستخدم المسؤول بدون داعِ - لذا يعمل غالبية المستخدمين المنزليين بحسابات المسؤولين طوال الوقت.
ولكن ويندوز فيستا غير هذا من خلال تقديم امتياز ارتفاع النظام يسمى التحكم في حساب المستخدم. وعند الدخول بحساب مستخدم عادي، يتم إنشاء جلسة دخول وغنشاء رمز مميز يحتوي على أغلب الامتيازات الأساسية فقط. وبهذه الطريقة، جلسة تسجيل الدخول الجديدة غير قادرة على إجراء تغييرات من شأنها أن تؤثر على النظام بأكمله. وعند الدخول بحساب من مجموعة المسؤولين، يتم تعيين رمزين منفصلين. الأول يحتوي على كل الامتيازات التي تُمنح عادة للمسؤول، والثاني يكون رمز مقيد مثل الذي يكون مع المستخدم العادي. وبعد ذلك بدأت تطبيقات المستخدم بما فيها ويندوز شيل مع الرمز المقيد، مما أدى إلى انخفاض بيئة الغمتياز حتى تحت حساب المسؤول. وعندما يطلب تطبيق امتيازات أعلى أو يتم الضغط على «التشغيل كمسؤول» يلُظهر التحكم بحسابات المستخدمين تأكيداً وإذا أُعطيت له الموافقة (يتم تشغيل التطبيق بامتيازات المسؤول حتى إن لم يكن المستخدم ضمن مجموعة المسؤولين) فيبدأ تشغيل العملية باستخدام رمز غير مقيد.

### صلاحيات الملفات
جميع إصدارات الويندوز من ويندوز إن تي 3 تم صنعها على قاعدة نظام صلاحيات يُشار اليه بـ (AGLP))(Accounts، Global، Local، Permission) الحسابات، عمومي، محلي، صلاحية، AGDLP الذي في جوهره: حيث صلاحيات الملف تطبق على الملف/المجلد في نموذج من «المجموعة محلية» التي لديها بعد ذلك «المجموعة العمومية» كأعضاء. هذه المجموعات العمومية تُمسك المجموعات الأخرى أو المستخدمين اعتماداً على الإصدارات المختلفة المستخدمة من الويندوز. وهذا النظام يختلف عن المنتجات الأخرى مثل اللينكس (بالإنجليزية: جنو/لينكس)‏ أو نيت وير (بالإنجليزية: نوفيل نت وار)‏ وذلك يعود إلى تخصيص «ثابت» للصلاحية يتم تطبيقه على الملف أو المجلد. ومع ذلك باستخدام هذه العملية من AGLP / AGDLP / AGUDLP يسمح لعدد قليل من الأذونات الثابتة ليتم تطبيقها، ويسمح للتغييرات السهلة لحساب المجموعات دون تطبيق أذونات الملف على الملفات والمجلدات.

### برنامج ويندوز Defender
أصدرت مايكروسوفت في 6 يناير 2005م، إصدارا تجريبيّا من "مايكروسوفت مضاد التجسس"، معتمداً على "مضاد تجسس جاينت". وفي فبراير من العام 2006م، برنامج "مايكروسوفت انتي سباي وير" تحول إلى "ويندوز ديفايندر" مع الإصدار بيتا 2. وبرنامج "ويندوز ديفايندر"، برنامج مجاني صُمم للحماية من برمجيات التجسس والبرامج غير المرغوب فيها، فأصبح مستخدمو ويندوز إكس بي، وويندوز سيرفر 2003، الذين يملكون نسخا أصلية من مايكروسوفت ويندوز، يستطيعون تحميل البرنامج مجانا من الموقع الإلكتروني لمايكروسوفت، وأصبح بعد ذلك ويندوز ديفايندر كجزء من ويندوز فيستا و7. وفي ويندوز 8، تم دمج ويندوز ديفايندر ومايكروسوفت سيكيورتي اسينشيالز في برنامج واحد تحت اسم ويندوز ديفايندر معتمداً على مايكروسوفت سيكيورتي اسينشيالز، مع مميزاته وواجهة استخدامه. وبالرغم من أنه يكون مُفعّلا تلقائياً إلا أنه يمكن إيقافه لاستخدام مضاد فيروسات غيره. يوجد أيضاً برنامج ازالة البرامج الضارة من ويندوز (بالإنجليزية: Windows Malicious Software Removal Tool)‏ والبرنامج الاختياري فاحص الأمان من مايكروسوفت هما أداتان مجانيتان مختصتان بالأمان مقدمتان من مايكروسوفت.

### تحليل من طرف ثالث
في مقال معتمِد على تقرير سيمانتك  و internetnews.com تم وصف مايكروسوفت ويندوز بأنه يحوي "أقل عدد من التصحيحات وأقصر فترة تطوير للتصحيحات من أنظمة التشغيل الخمسة التي رصدت في الستة أشهر الاخيرة من 2006.
وفي دراسة أجريت بواسطة «كيفين ميت نيك» وشركة الاتصالات التسويقية المعاصرة عامَ 2004، وُجد أن نسخة من ويندوز إكس بي مع الحزمة الخدمية الأولى غير محمية وغير مرقعة دامت مدةَ َ4 دقائق في الإنترنت قبل أن يُشتبه بها، وأيضا نسخة غير محمية وغير مرقعة من ويندوز سيرفر 2003 تم الاشتباه بها بعد أن دامت في الإنترنت مدةَ 8 ساعات، وهذه الدراسة لا تنطبق على أنظمة ويندوز إكس بي التي تعمل مع تحديث الحزمة الخدمية الثانية التي أطلقت أواخرَ 2004، التي وعلى نحو واسع دعمت الأمان في ويندوز إكس بي.[بحاجة لمصدر] جهاز الحاسوب الذي كان يعمل بنظام ويندوز إكس بي الحزمة الخدمية الثانية لم يتم الاشتباه به. وفي دراسة تحالف الأمن الوطني المعلوماتي AOL في أكتوبر 2004 أصرت على أن 80% من مستخدمي ويندوز أصيبوا بآخر برنامج تجسس وبرنامج التسلل الدعائي،[بحاجة لمصدر] الكثير من الوثائق متاحة تصف كيفية زيادة أمن منتجات مايكروسوفت ويندوز. الاقتراحات النموذجية تحتوي على نشر مايكروسوفت ويندوز خلف العتاد أو برنامج الجدار الناري وتشغيل برامج مضادة للفيروسات وبرامج التجسس وتثبيت التصحيحات كلما أصبحت متاحة من تحديثات الويندوز.

## برمجيات المحاكاة
المحاكاة تسمح باستحدام نفس تطبيقات ويندوز بدون استخدام نظام مايكروسوفت ويندوز وتشمل:
واين: هو برنامج مجاني مفتوح المصدر ينفذ واجهة برمجة تطبيقات ويندوز، يسمح للمستخدم بتشغيل تطبيقات ويندوز على منصات x86، متضمناً اللينكس ونظام ماك اكس، وأشار مطورو واين إليه على أنه «طبقة توافق»، وتستخدم ستايل ويندوز لواجهات برمجة التطبيقات ليحاكي بيئة ويندوز.
كروس أوفر: حزمة من واين مع خطوط مرخصة. مطورو البرنامج هم مساهمون عاديون، وركزوا على تشغيل تطبيقات واين المدعومة رسمياً.
كيديجا: ترانس جيمينج تيكنولوجيز شركة مملوكة لواين، صمم خصيصا لتشغيل الألعاب المكتوبة لمايكروسوفت ويندوز تحت اللينكس.
إصدار آخر من كيديجا يعرف باسم سايدر يستخدم من قبل بعض ناشري ألعاب الفيديو ليقوموا بتشغيل ألعاب مايكروسوفت ويندوز على نظام تشغيل أو إس 10. حيث إن واين كان مرخصا تحت LGPL، لم يتمكن كيديجا من إدخال التعديلات التي أجريت لواين إلى مصدر البرنامج المملوك لواين. وأوقف كريديجا خدماته في فبراير 2011.
داروين: مبني أيضاً من واين لمعالجات باور بي سي لأجهزة ماكنتوش التي تعمل بنظام X لتشغيل واين في أعلى المحاكيات السريعة. أجهزة ماكنتوش المزودة بمعالجات انتل تسخدم نفس برنامج واين مثل أنظمة شبيه اللينوكس المعتمدة على منصة x86.
نظام ري اكت: هو نظام تشغيل مفتوح المصدر وهذا النظام يريد تشغيل نفس التطبيقات كويندوز، وصمم في الأساس ليحاكي ويندوز ان تي 4.0، ويهدف إلى التوافق مع ويندوز اكس بي وفيستا و7. وهو في مرحلة التطوير منذ العام 1996.
نظام فريدوز: هو نظام مفتوح المصدر يحاول إنشاء محاكي ويندوز لمنصات x86، وقُرر أن يصدر تحت رخصة جنو العمومية. بدأ في 1996 بواسطة ريس كي سيلين، ولم يتم اكمال هذا المشروع أبداً، وصل فقط لمرحلة مناقشة التصميم التي أظهرت العديد من الروايات المختلفة حتى علق في 2002.

## وصلات خارجية
- الموقع الرسمي
- مدونة مايكروسوفت ويندوز الرسمية  (جوال)